# Westmaas (rivier)

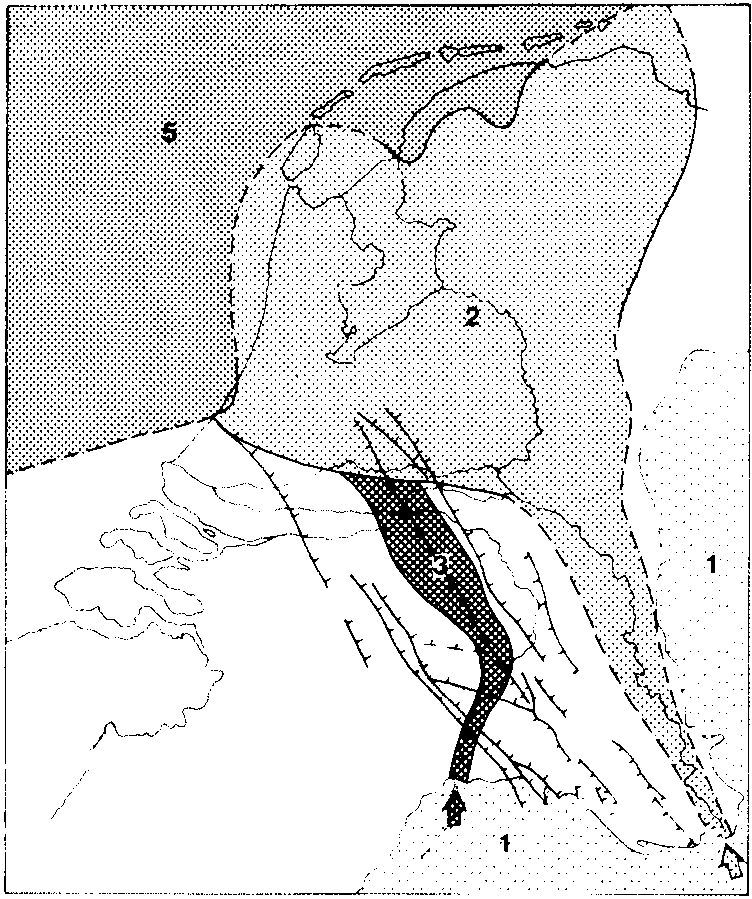
Sedimentatiegebied van Rijn en Maas gedurende het jongste deel van het Cromerien, onderaan is de Westmaas te zien

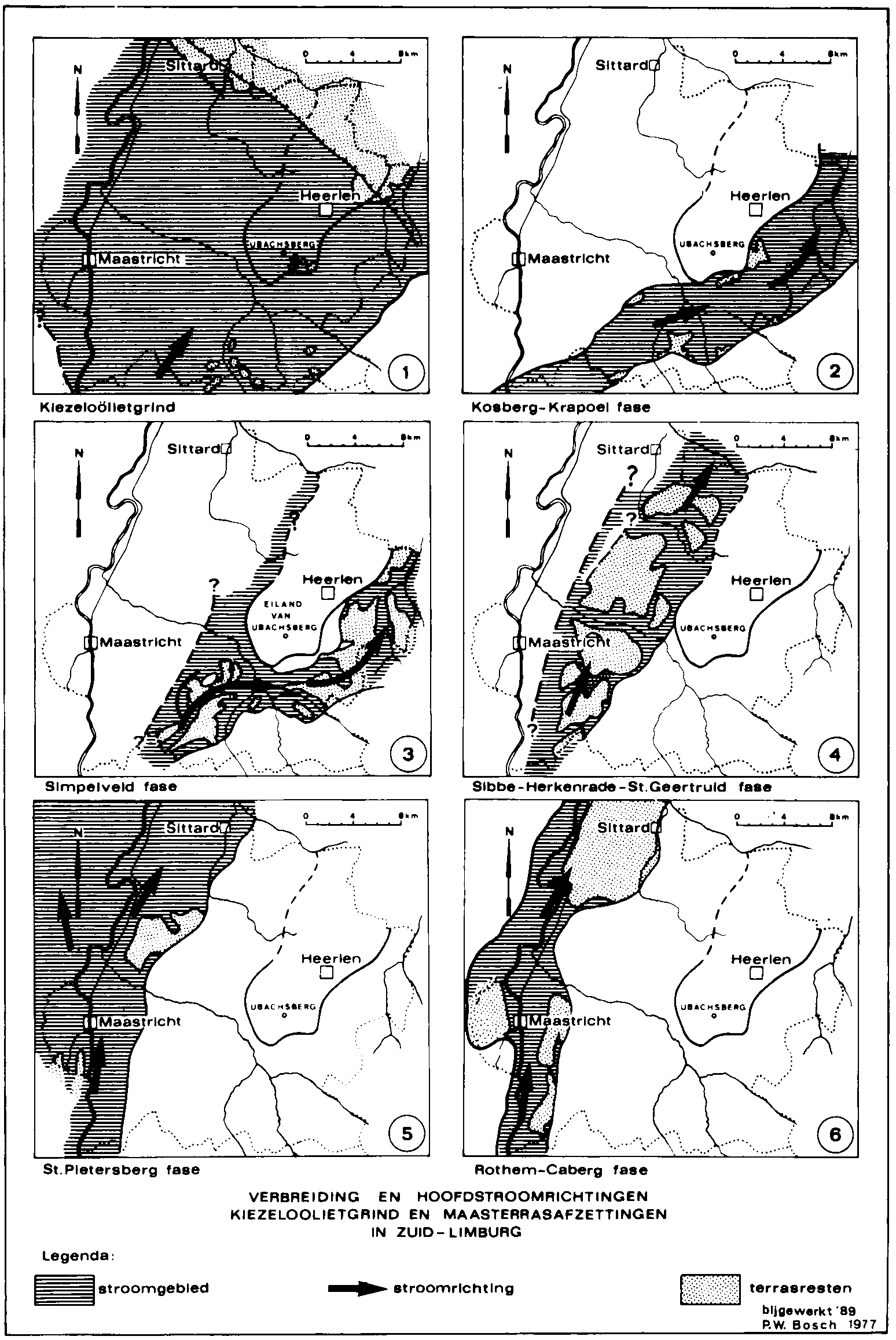
Verbreiding en hoofdstroomrichtingen Kiezeloolietgrind en Maasterrasafzettingen in Zuid-Limburg, met 1. Oermaas, 2. de Oostmaas, 3. de doorbraak van de Oostmaas door de noordelijke dalwand en het ontstaan van de Westmaas, vanaf 4. Westmaas

De Westmaas, soms ook geschreven als West-Maas, was een rivier die vanuit het gebied van de Ardennen in noordoostelijke richting afwaterde en uitmondde in de Oerrijn. Voordat de Westmaas in noordelijke richting afwaterde stroomde ze naar het noordoosten, aangeduid als de Oostmaas. En voordat de Oostmaas in oostelijke richting ging stromen wordt ze als de Oermaas aangeduid.

## Voorgeschiedenis
Aan het einde van het Tertiair zijn pas de eerste sporen van de Maas te vinden. De oudst herkenbare afzettingen van de toenmalige Oermaas hebben een Boven-Miocene ouderdom en behoren tot de zogenaamde Kiezeloöliet Formatie. Het Ardennengebied in zijn huidige vorm, bestond nog niet maar vormde met Zuid-Limburg een uitgestrekte schiervlakte, waarover het grindrijke Laagpakket van Waubach (Kiezeloöliet Formatie) als een puinwaaier werd afgezet.
Aan het einde van het Tertiair, rond de overgang Plioceen - Pleistoceen, vond de opheffing van de Ardennen en het Rijn-Leisteenplateau plaats. Deze opheffing had grote invloed op het Zuid-Limburgse gebied. Het gebied ten zuiden van de Feldbissbreuk (de breuk die loopt langs de lijn Sittard-Kerkrade) werd mee opgeheven, terwijl het gebied ten noorden van deze breuk, de zogenaamde Roerdalslenk, daalde. In deze Roerdalslenk bleven de afzettingen van de Kiezeloöliet Formatie voor de erosie gespaard, terwijl zij ten zuiden van de Feldbiss vrijwel geheel werden geërodeerd en alleen erosieresten bewaard bleven.
Door de opheffing van het Ardennen-Rijnlandse-Massief werden de uit het zuiden komende rivieren gedwongen zich in te snijden in het langzaam rijzende gebied. Dit gaat gepaard met sterke erosie in de Ardennen en het zuidelijker gelegen Vogezengebied. Grof gebergtepuin wordt naar Zuid-Limburg getransporteerd en daaraan herkent men voor het eerst een uit het zuiden komende rivier die de Maas te noemen is, de Oostmaas. Het oudste morfologisch herkenbare dal van de Oostmaas strekt zich uit van Luik over Eijsden, Noorbeek, Gulpen, Simpelveld, Kerkrade naar Jülich, waar de Maas uitmondde in de Rijn. Dit is het dal van de Oostmaas. In het noorden wordt dit dal begrensd door een hoge rug die loopt van Hallembaye naar de hoogte van Banholt (Eiland van Banholt) en de zuidrand van het Eiland van Ubachsberg met de Vrouwenheide bij Huls. Door de latere doorbraak van de Maas naar het westen zijn grote delen van de noordelijke dalwand verdwenen en zijn alleen de voornoemde punten voor erosie gespaard gebleven. Dit dal is dan verder te volgen langs de oostrand van het Eiland van Ubachsberg naar Waubach. Ten noorden van de Feldbiss, in het dalingsgebied, vervaagt de noordelijke dalwand.

## Het verlaten van het dal van de Oostmaas
De opheffing van het gebied ging tevens gepaard met een lichte kanteling naar het noordwesten, waardoor het dal van de Oostmaas steeds hoger kwam te liggen. Na verloop van tijd werd de Maas dan ook gedwongen dit dal te verlaten. De Maas breekt dan door de noordelijke dalwand ten westen van Gulpen om zich een weg te banen naar het noorden langs de westelijke flank van het Eiland van Ubachsberg.

## Afzettingen van de Westmaas

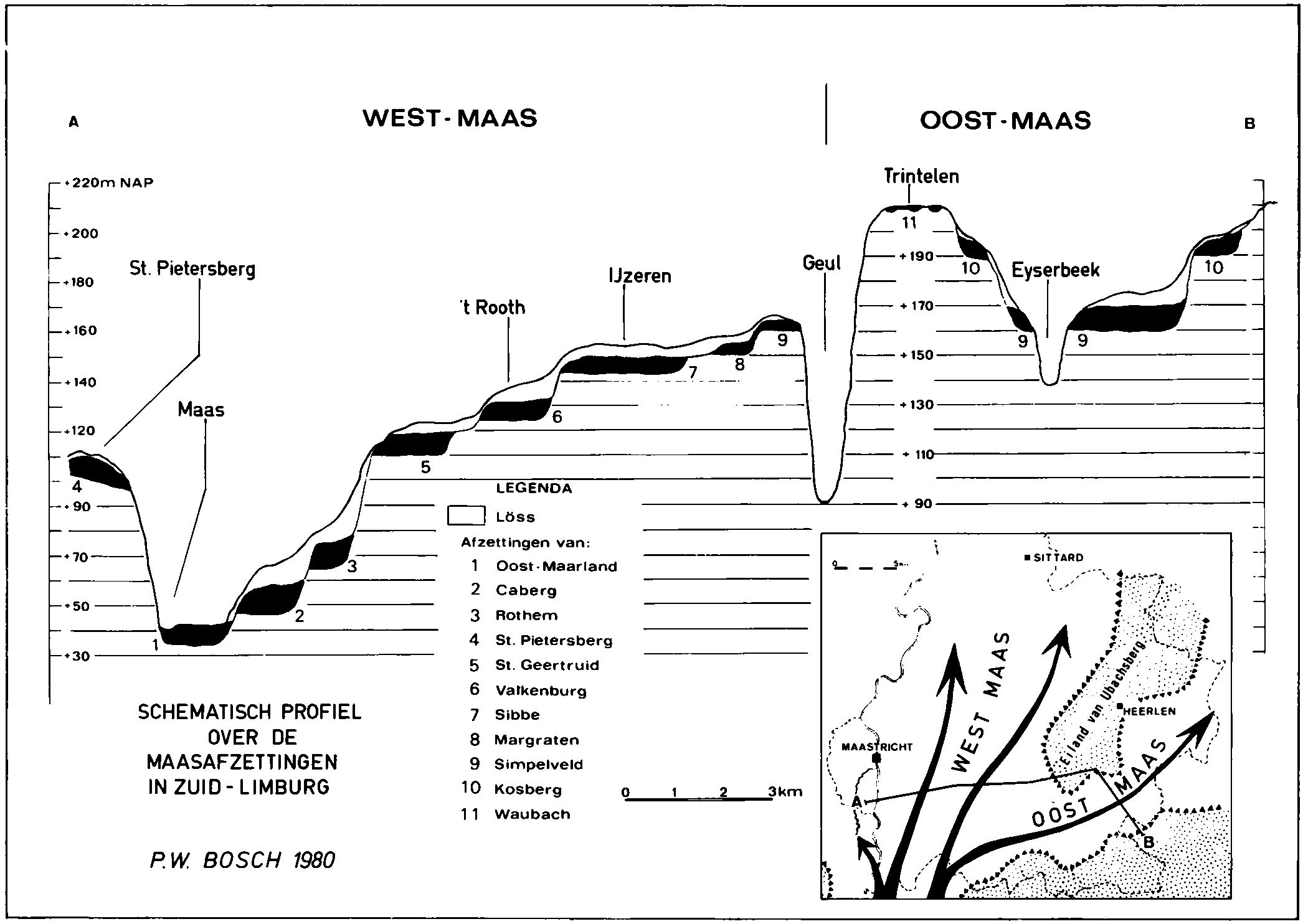
Profiel over de Maasafzettingen in Zuid-Limburg

Door de tijd heeft de Westmaas zich langzaam steeds dieper ingesneden in het landschap. Daarbij vond er op verschillende plekken sedimentatie plaats waarbij onder andere Maasgrind werd afgezet. Door hoge waterstanden werd een deel van die afzettingen weggespoeld, maar een deel bleef op de Maasterrassen achter als restant van de hoger gelegen bedding van de Westmaas. Afzettingen die door de rivieren werden afgezet zijn:
- Laagpakket van Simpelveld (Oostmaas/Westmaas)
- Laagpakket van Margraten (Westmaas)
- Laagpakket van Sibbe (Westmaas)
- Laagpakket van Valkenburg (Westmaas)
- Laagpakket van St. Geertruid (Westmaas)
- Laagpakket van St. Pietersberg (Westmaas)
- Laagpakket van 's-Gravenvoeren (Westmaas)
- Laagpakket van Rothem (Westmaas)
- Laagpakket van Caberg (Westmaas)
- Laagpakket van Gronsveld (Westmaas)
- Laagpakket van Oost-Maarland (Westmaas)

## Restanten
In Zuid-Limburg heeft de Westmaas nog herkenbare sporen achtergelaten in het landschap in de vorm van heuvels, Maasterrassen en zijn er verschillende ontginningen geweest waarin Maasgrind uit de afzettingen van de Westmaas zijn afgegraven.
- Ten zuidoosten van Gronsveld ligt in het Savelsbos de voormalige Grindgroeve Savelsbos. Hier is een dik pakket aan Maasgrind door de Maas achtergelaten, waarbij deze zand- en grindafzettingen behoren tot het Laagpakket van St. Geertruid.[3][4]
- Ten oosten van Catsop ligt in de overgang van het Plateau van Graetheide naar het Centraal Plateau de Heuvel. Deze heuvel is ontstaan als een eiland door de Westmaas die hier heeft gestroomd en hier ter plaatse kiezel en zand heeft afgezet behorend tot het Laagpakket van St. Pietersberg.[5][1]